# Myriam Lamare
Pour les articles homonymes, voir Lamare.
Myriam Lamare est une boxeuse française née le 1er janvier 1975 à Saint-Denis. Elle a été conseillère régionale (PS) de la région Provence-Alpes-Côte d'Azur entre mars 2010 et décembre 2015.

## Biographie
Myriam Lamare naît d'un père français et d'une mère d’origine algérienne. Après une enfance passée à Aubervilliers, elle arrête l'école à 17 ans pour tenter d'aider financièrement sa famille. Elle commence alors le sport, en amateur, puisque ses parents n'ont pas les moyens de l'inscrire dans un club. Elle pratiquera l'athlétisme, le full-contact puis la boxe.
C'est quand elle est installée en Martinique, où elle travaille dans la petite restauration, qu'elle développe particulièrement ses talents pugilistiques en full contact et kickboxing. Sa grande chance sera l'installation inopinée à Fort-de-France d'un entraîneur expert venu du grand club de boxe française de Bobigny, Hatman Miloudi, entraîneur diplômé du brevet d'État du deuxième degré en savate. C'est lui qui permettra à Myriam le passage d'un niveau régional confidentiel de combattante domienne au statut d'athlète de haut niveau au sein d'une fédération nationale structurée et reconnue, la fédération française de savate-boxe française.
Dès que Myriam réussit à obtenir un titre de vice-championne de France qui se traduit par son entrée en équipe de France, elle quitte la Martinique pour s'installer à Marseille où les conditions d'entraînement lui semblent meilleures. On confirme alors à l'INSEP ses exceptionnelles qualités physiques qui se traduisent entre autres par un VO2max particulièrement élevé ainsi que par une puissance musculaire exceptionnelle chez une féminine.
Souhaitant développer sa carrière, Myriam quitte les boxes pieds-poings amateurs pour la seule boxe qui puisse lui permettre de rentabiliser son investissement sportif : la boxe anglaise. Elle boxera pour les frères Acariès, en gommant systématiquement dans sa communication son passé d'athlète de haut niveau et ses titres internationaux en Savate-boxe française. Ce n'est que depuis une époque récente qu'elle assume ce passé prestigieux qu'elle partage avec beaucoup de boxeuses d'anglaise : une formation initiale en boxe française-savate.
Depuis seulement 2003, les femmes sont autorisées en France à boxer en professionnelle. Myriam tente sa chance et n'a pas à rougir de son parcours en amateur: sur 45 combats, 42 victoires. Elle décroche en novembre 2004 le titre de championne du monde de boxe, catégorie super-légers, en battant l'américaine Eliza Olson. Elle devient la première championne du monde reconnue par la WBA le 8 novembre 2004 à Paris. 
Le 29 avril 2005, Myriam remet son titre en jeu et gagne en battant l'ukrainienne Elena Tverdokhlev, au Palais des Sports de Marseille, devant 7 000 spectateurs.
C'est lors de la sixième défense de son titre mondial le 2 décembre 2006 à Paris, que Myriam, qui s'est taillé une réputation de "tueuse" sur le ring, rencontre pour la première fois Anne-Sophie Mathis. Cette dernière s'est préparée soigneusement à la boxe de son adversaire qu'elle domine par l'allonge du fait de sa taille (1,78 m pour Anne-Sophie contre 1,68 m pour Myriam). Myriam Lamare perd son titre mondial face à Anne-Sophie Mathis, boxeuse lorraine du club de Dombasle entraînée par René Cordier, par arrêt de l'arbitre à la sixième reprise. Ce combat a été élu combat de l'année féminin par Ring Magazine.
La revanche a eu lieu à Marseille le 29 juin 2007. Elle a bénéficié d'une médiatisation exceptionnelle de la part de Canal+. Myriam pense qu'elle réussira mieux au milieu de son public. La rencontre très disputée, confirme cependant le résultat. Anne-Sophie domine sur l'ensemble des 10 reprises de deux minutes et malmène son adversaire qui se défend bien. Myriam s'est épuisée à essayer de trouver une solution à l'allonge supérieure de son adversaire, grande technicienne. Anne-Sophie lui impose de "casser la distance" pour être touchée. Myriam se fatigue à jeter des coups dans le vide, sans vraiment réussir à faire mal à son adversaire. Très sportivement, Myriam reconnaît la double victoire d'Anne-Sophie et déclare que le vrai vainqueur de la soirée, c'est la boxe anglaise féminine ! 
Le 23 janvier 2009, Myriam s'incline aux points face à Holly Holm, championne du monde WIBA des poids welters. Elle remporte toutefois le 9 octobre le titre vacant de championne WBF des super-légers en battant toujours à Marseille l'américaine Ann Saccurato.
En 2010, elle se présente sur la liste du PS de Michel Vauzelle pour les élections régionales du 14 et 21 mars en région PACA. C'est une nouvelle victoire pour la sportive.
Elle participe à l'émission Koh-Lanta : Le Choc des héros diffusée en mars et avril 2010, qui rassemble sept des anciens candidats de l'émission, opposés à sept sportifs. Elle fait partie de la tribu des Malabou, l'équipe des rouges, puis participe à l'aventure dans la tribu réunifiée. Elle est éliminée le 18e jour (sur les 20 jours que dure le jeu), en demi-finale.
Le 5 novembre 2011, Myriam devient championne du monde des super-légers IBF en dominant aux points Chevelle Hallback à Toulon.
Le mandat de la sportive n'est pas reconduit lors de l'élection régionale de 2015.
En janvier 2016, elle est suspendue pour deux ans de ses fonctions à la mairie de Marseille à cause d'un d'emploi fictif occupé pendant onze ans.
En mai-juin 2016, elle apparaît comme garde du corps au tournoi de Roland-Garros.

## Palmarès

### Boxe anglaise
Professionnelle
- Championne du monde super-légers WBA, WBF et IBF
- 20 victoires, 3 défaites

Amateur
- Championne du monde en 2002
- Vice-championne du monde en 2001
- Championne d'Europe en 2001, 2003
- Championne de France en 1999, 2000, 2002, 2003
- 49 victoires, 3 défaites

### Boxe française
- Championne du monde en 1999
- Championne d'Europe en 1998 et 2000
- Championne de France en 1999 et 2001
- 19 victoires, 1 défaite